# ヨホア湖
ヨホア湖（Lago de Yojoa）は、中央アメリカ、ホンジュラス中西部にある湖。
ホンジュラスで最大の湖で、表面積は79平方キロメートル（30.50平方マイル）、平均深度15メートル（50フィート）。 高度700メートル（2,300フィート）で、サン・ペドロ・スーラの南約70キロメートルの内陸に位置する。標高650メートル。長さ16キロメートル、幅6キロメートルで、コマヤグア、コルテス、サンタ・バルバラの各県の中間にあたる。火山によって形成された窪地になる。火山地帯は、更新世から完新世のスコリア丘、クレーター、溶岩流で構成されている。 
湖は、ホンジュラスの首都テグシガルパから184キロメートル離れている。ホンジュラスの二大都市、テグシガルパとサン・ペドロ・スーラを結ぶ高速道路の途中にある。都市間を移動する多くの人々にとって、湖は休憩エリアとして機能し、展望所からの眺めを楽しみ、湖岸にあるレストランが提供する新鮮な揚げ魚やその他の食べ物を楽しむことができる。 
湖の西側は険しい山々とモンターニャ・サンタ・バルバラ国立公園に隣接しており、東側はセロ・アスル・メアンバル国立公園に隣接する。湖および周辺地域はサンショウウオのDendrotriton sanctibarbarus、カエルのPlectrohyla guatemalensisおよびジェフロイクモザル、ホンジュラスエメラルドハチドリなどの生息地として、2005年にラムサール条約登録地となった。森林に囲まれた火山性の湖で、北岸のロス・ナランホス考古学公園に先住民のレンカ族の遺跡がある。 